# (pentimento)
(pentimento) ist ein Album des Pianisten Matt Piet. Die 2020 im Mehrspurverfahren entstandenen Aufnahmen erschienen Anfang 2021 auf dem Label Amalgam Music.

## Hintergrund
Ausschlaggebend für die Konzeption des Solo-Piano-Albums war für Matt Piet sowohl ein psychischer Zusammenbruch im Jahr 2018 als auch der Tod von Cecil Taylor; „ich war stolz auf die Arbeit, die ich veröffentlichte, konnte diesen Stolz aber nicht mit der Schuld vereinbaren, die ich fühlte, nachdem ich wusste, dass Cecil mir auf so viele Arten die Tür geöffnet hatte“, schrieb Piet in den Liner Notes. Piet übernahm die strukturelle Strategie aus Bill Evans’ Album Conversations with Myself aus dem Jahr 1963 und verbrachte einen Tag damit, Improvisation auf Improvisation zu überspielen.
Matt Piet betitelte das Albums sei nicht nur nach dem italienische Übersetzung für Reue, sondern auch dein Begriff aus der Kunstwissenschaft: Pentimenti beschreibt den Akt des Malens über bereits existierende Werke. Matt Piet absolvierte jedes Stück, indem er drei aufeinanderfolgende Durchgänge stapelte, ohne die bereits eingeschriebenen Tracks erneut zu hören, wobei er sich auf das Gedächtnis für das, was er gerade getan hatte, und den Instinkt für sofortige Reaktionen stützte, notierte Howard Mandel.
Das Album enthält 15 der 20 kurzen Stücke, die er in knapp einer halben Stunde aufgenommen hatte. Sie reichen von sanft besinnlicher Stimmung – „Only a Phase“ dient als warmer Eröffnungstitel – bis zur Pulsbeschleunigung von „Alt-Man“. Piets Ziel bei der neuen Aufnahme war es, die Textur zu erforschen und gleichzeitig ein gewisses Maß an Spontanität und Einfachheit zu bewahren. Er schrieb sich eine Reihe von Vorgaben als Auslöseimpuls für die kurzen Improvisationen, die er zu produzieren hoffte, schrieb Kevin Press. Dies waren Sätze wie „offene Quinten“, „innerhalb des Klaviers“ und „innerhalb einer Oktave“.

## Titelliste
- Matt Piet: (pentimento)

1. only a phase 0:58
2. alt-man 1:03
3. swipe left 1:53
4. lands of time 1:39
5. a(whole)nother thing 2:07
6. fluster cuck 1:45
7. 750 ml. 3:06
8. held hostage 1:08
9. danse macabre 2:05
10. insense 2:25
11. to elijah 3:02
12. say on 1:22
13. the power and the freedom 0:56
14. momento mori 02:10
15. plod on as one 03:22

Alle Kompositionen  stammen von Matt Piet.

## Rezeption
Nach Ansicht von Kevin Press, der das Album in All About Jazz rezensierte, klinge trotz allem, was davor war, Piets Soloaufnahme sehr nach einem Künstler, der an der Spitze seines Schaffens stehe. Die im Mehrspurverfahren eingespielten Solo-Klavierdarbietungen auf (Pentimento) seien zwar vom Verfahren her an Bill Evans’ Conversations with My Self (Verve, 1963) angelehnt; da aber „auch wir nicht wissen können, ob Piets innerer Dialog etwas mit dem des großen Bill Evans zu tun hat, können wir zuversichtlich sagen, dass Liebhaber von Evans’ Klassiker Piets neueste Version in ihrer Sammlung begrüßen werden.“ Piet schließe mit dem längsten Stück des Albums ab, „Plod On as One“. Es sei eine Anspielung auf den schwierigen Stand der Dinge heutzutage, aber auch mehr. Es vervollständige (Pentimento) sanft mit der gleichen Demut, die der Musiker im Klappentext erwähnt hatte.

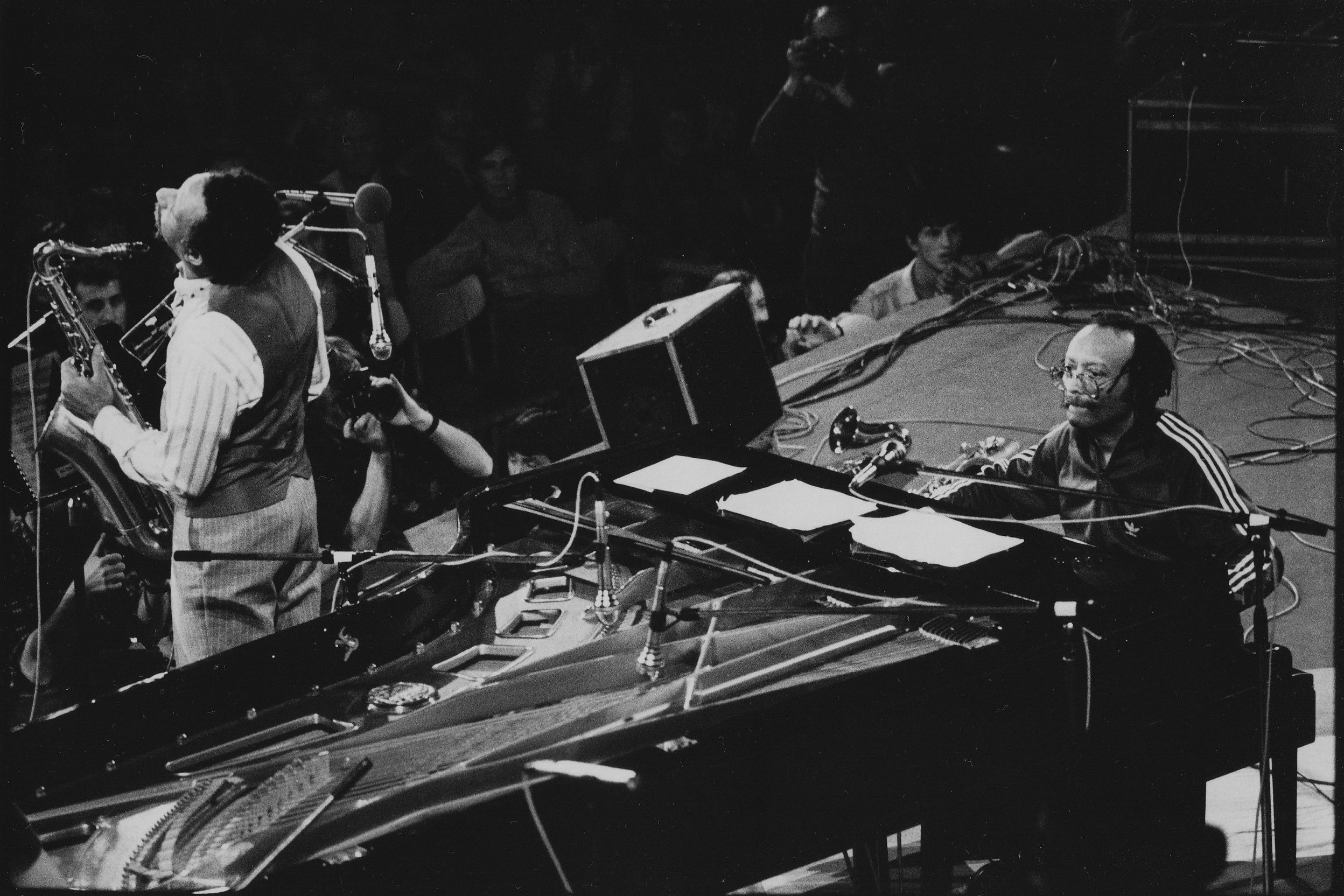
Cecil Taylor bei einem Auftritt auf dem International Jazz Festival, Prag 1984

Ebenfalls in All About Jazz schrieb Mark Corroto, als Piet die Arbeit mit seinem Trio und Quartett sowie die Teilnahme an der Gruppe Four Letter Words wegen der COVID-19-Pandemie zurückstellen musste, „hatte er das Klavier, um ihm Gesellschaft zu leisten.“ Während Solo-Klavieraufnahmen von Fred Hersch (Songs from Home, 2020) und Brad Mehldau (Suite: April 2020) den deutlichen Eindruck erweckten, als würden sie vor einem Publikum auftreten, sei Piets (Pentimento) inszeniert, als wende er sich an sich selbst. Piet, der das Album an einem einzigen Tag im Juni aufgenommen hatte, präsentiere drei Ebenen, drei Performances, die überlagert seien. Diese 15 kurzen, pikanten Tracks würden ebenso an die Mehrspur-Solosessions von Bill Evans und Lennie Tristano wie an die Musik von Cecil Taylor erinnern. Das Ergebnis sei ein innerer Dialog: Sein „alt man“ jage sich mit krabbelnden Fingerübungen, gleiches gelte für die Jagd in „held Hostage“ (dt. Geiselnahme), bei der Duke Ellingtons „C Jam Blues“ über der Erregung der beiden anderen Schichten zu hören sei. An anderer Stelle werde das Innere des Klaviers für eindringliche Texturen wie bei „hands of time“ gearbeitet. Mit ihrer die Einsamkeit ausdrückende Stimmung seien „plod on as one“ und „to elijah“ zwei ergreifende und schmerzhaft schöne improvisierte Stücke. Indem Piet jede Schicht auf diese spontane Weise aufgezeichnet habe, hätten Piets Gedächtnis und die instinktive Beibehaltung von Emotionen diese Leistung hervorgebracht. „Der Hörer oder Endbenutzer ist dem Andenken des Künstlers untergeordnet. Wir sind hier fast ein Voyeur und dankbar, diesen Einblick erhalten zu haben,“ so das Resümée des Autors.
Howard Mandel vergab an das Album im Down Beat vier Sterne und schrieb, dies seien eher unaufdringliche und abwechslungsreiche Klangereignisse als entwickelte oder zusammenhängende Themen, und Piets Musik sei häufig gestisch, experimentierfreudig und explorativ als selbstreflexiv oder besonders systematisch. Aber es sei die Vorstellungskraft des Pianisten, die verführe. „To Elijah“ sei fast konventionell schön und „Plod On As One“ erinnere an sakrale Musik, während andere Stücke unheimliche Streifzüge unter dem Klavierdeckel sind und das Instrument als Harfe, Windspiel, Finger-Becken oder Balafon neu ausgerichtet werde, so der Autor. Spontanität sei das Schlagwort dieses Albums und die Beteiligung seiner Disziplin, doch einige dieser Improvisationen hätten Momente, die destilliert werden könnten, und ihre Implikationen würden auf zukünftige Werke hindeuten.